# Човека
Човека или на кюстендилски говор Човеко е връх (2047 м) в западния дял на Осогово, на територията на България. Издига се югоизточно на главното било оформяйки с връх Кюнек самостоятелно югоизточния рид на Осоговската планина. Върхът е посещаван туристически обект. Вододайна зона.